# マアッラト・アン＝ヌウマーン
マアッラト・アン＝ヌウマーン（アラビア語：معرة النعمان Ma‘arra(t) al-Nu‘mān、もしくはマアッラ・アル＝ヌウマーン、単にマアッラ Ma‘arra、マアッラト Maarrat、マアラ Maara）はシリア西部のイドリブ県にある小都市。周囲の農村地帯の農産物を集散する市場の町で、アレッポとハマーを結ぶ国道の中間にある。人口は約81,000人。周囲には「デッド・シティーズ」と呼ばれる、地震・戦乱・交易路の途絶などで放棄された町や村の跡が散在し、中でもバラ（Bara）やセルジッラ（Serjilla）は有名である。世界遺産・シリア北部の古村落群も参照。

## 名称・見所
ギリシャ人からはアッラ（Arra）と呼ばれ、十字軍にはマッレ（Marre）と呼ばれたこの街は、現在では伝統的な名前のマアッラと、預言者ムハンマドの教友（サハーバ）でマアッラ最初のムスリムの領主アン＝ヌウマーン・イブン＝バシール（al-Nu‘mān ibn Bashīr）の名を組み合わせた都市名を使用している。
街の主な見所には、周囲のデッド・シティから発見されたモザイクなどを収めた博物館、1170年の大地震後に再建されたモスクとミナレット、1199年に創建されたマドラサ・アブー・アル＝ファラウィス（madrasa Abū al-Farawis）、中世の城塞の遺跡などがある。またマアッラト・アン＝ヌウマーンは、高名な詩人アブー・アル＝アラー・アル＝マアッリー（Abū al-Alā' al-Ma‘arrī、973年 - 1057年）の生誕地でもある。アル＝マアッリーは盲目の詩人・哲学者で、合理主義的な主張を行い、イスラム教の教理を攻撃したことで知られる。

## 十字軍によるマアッラ攻囲戦
マアッラト・アン＝ヌウマーンの最も悪名高い事件は、第1回十字軍の最中の1098年に起きた攻囲戦とその後の人肉食事件である。レーモン・ド・サンジルとタラント公ボエモンに率いられた軍勢は1098年の初夏にアンティオキアを陥落させたものの、食糧が底を突き激しい飢餓に陥った。同年の秋から冬にかけ、エルサレムを前に指揮系統が混乱した十字軍はアンティオキア周辺の農村を襲って食糧を略奪したが、飢えは収まらなかった。11月、十字軍の将兵はマアッラ（マアッラト・アン＝ヌウマーン）を包囲したが、依然飢えた兵士や栄養失調の兵士が多かった。彼らはマアッラの城壁を攻撃し、12月12日、城内に突入して市内にいた2万人ほどの住民を虐殺した。ここまでは他都市の攻略戦と変わらない展開だったが、飢える兵士達は殺した市民を食べはじめた。
ローマ教皇ウルバヌス2世にある司令官が送った書簡には、「ひどい飢餓がマアッラで兵を苦しめ、過酷な必要性に迫られた彼らがサラセン人の死体で腹を満たすということが起きた」とある。
年代記作家・カンのラウル（Raoul de Caen）が書いた『ゲスタ・タンクレディ』（Gesta Tancredi）には、「マアッラでわが軍勢は異教徒の大人らを生きたまま鍋に入れて茹でた。彼らは子供らを焼き串に刺して火にあぶり貪り食った」とある。年代記作家・エクスのアルベール（Albert of Aix）は「わが軍勢は死んだトルコ人やサラセン人を食べるに躊躇しなかったのみならず、イヌまで食った」と書いている。この時までに十字軍兵士のムスリム・ユダヤ教徒・正教徒に対する残酷さは噂になっていたが、この事件は中東の人々に衝撃を与えた。この人肉食事件は単に飢えによるだけでなく、異教徒への侮蔑も影響した可能性がある。
その後十字軍諸侯に領有されていたが、1135年1月にモースルの領主でザンギー朝の名祖となるアタベク・イマードゥッディーン・ザンギーがこの都市を包囲した。しかし、陥落させることは出来ず、包囲によって都市の指導者層から名目上の宗主権の受諾さえ獲得することも出来なかった。3月にはザンギー軍は北部へ転戦し、マアッラ獲得の代わりに、マアッラ支配下にあった十字軍側の四ケ所の城塞を占領した。
1185年ハッティーンの戦いに勝利したサラーフッディーンによって占領され、以後アイユーブ朝の傘下になりアレッポのアイユーブ朝君主の管理下となっていたが、1272年にバイバルスのシリア遠征によってマムルーク朝が領有することとなった。